# Genevoiserie

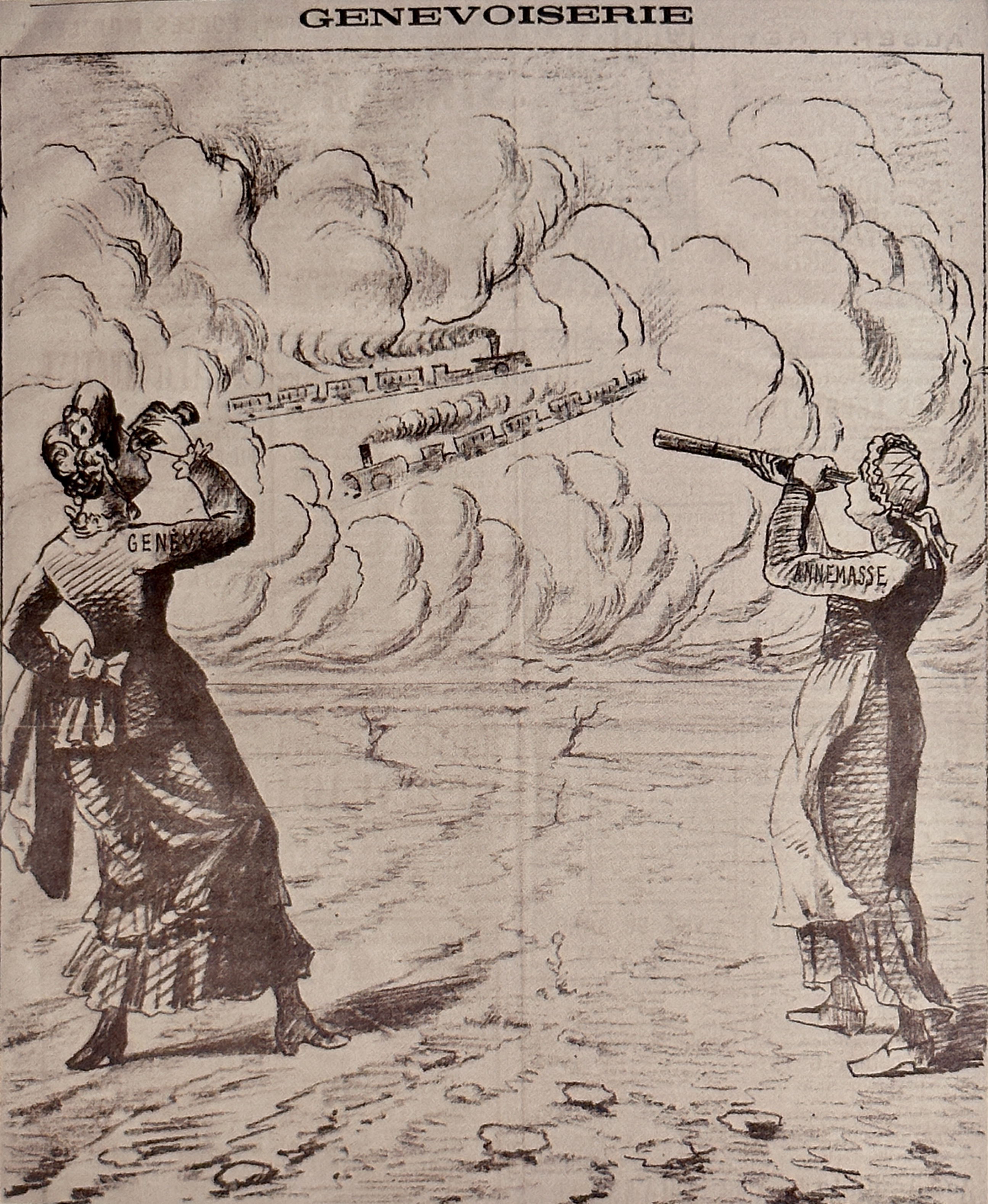
Dessin satirique de 1883 intitulé « genevoiserie », concernant la ligne de train vers Annemasse.

Une genevoiserie ou Genferei en allemand, décrit une situation politique inextricable ou absurde se passant dans le canton de Genève. Le mot est utilisé à l'extérieur du canton, de façon péjorative, pour indiquer que ces situations sont plus fréquentes à Genève qu'ailleurs.

## Définition
Le mot est apparu au XIXe siècle, à la suite des troubles qui ont accompagné la tentative de retour au pouvoir de James Fazy.
Selon André Klopmann, une genevoiserie est un « mélange d'inconséquence et de désorganisation, aggravées par le soupçon récurrent d'arrogance ; une certaine propension à la bourde, voire à la dépense inutile ». La Tribune de Genève la définit comme « un projet si mal ficelé qu’il se démonte de lui-même tout en coûtant très cher... une politique intempestive et lourde de conséquences imprévues s’apparentant à la gaffe. Une Genferei est aussi raillée au-delà de ses frontières ».

## Prix Genferei

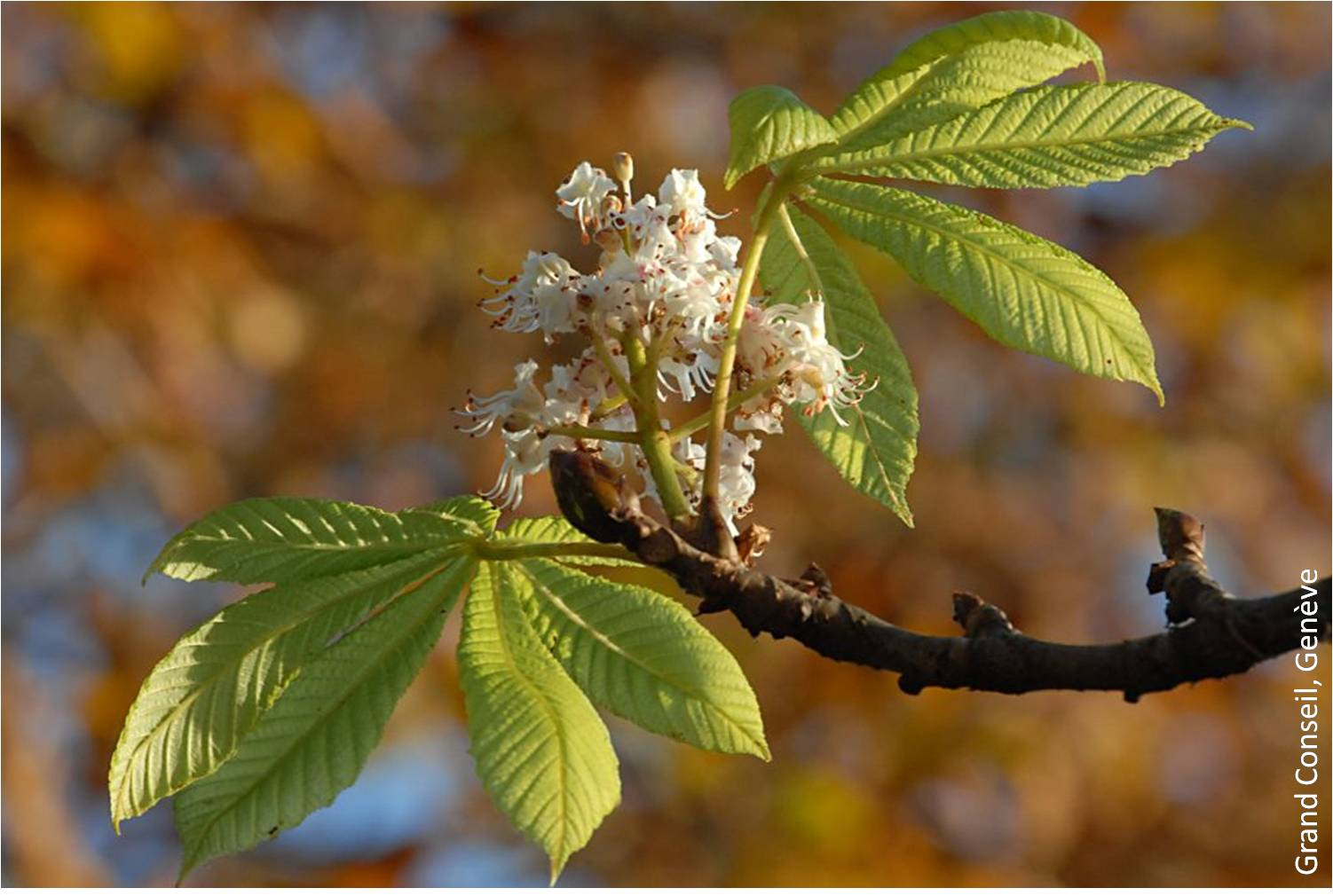
Feuilles du marronnier officiel.

En 2011, des journalistes politiques ont décidé de lancer le « Prix Genferei », décerné à la genevoiserie la plus spectaculaire de l'année. Le trophée se présente sous la forme d'une feuille dorée du « marronnier fou » de la Treille dont la première feuille pousse toujours de façon prématurée, avant même celle du marronnier officiel.
Le premier Prix Genferei a été attribué en 2011 au Conseil d’État et à la chancelière Anja Wyden pour avoir oublié d'envoyer un représentant du canton aux obsèques de Monseigneur Genoud, l'évêque du diocèse de Lausanne, Genève et Fribourg. 
Le Prix Genferei 2012 a été attribué à la réorganisation chaotique du réseau des Transports publics genevois et a été remis à la Conseillère d’État Michèle Künzler.
En juin 2013, une quarantaine de journalistes genevois ont décerné le prix aux magistrats de la Cour des comptes genevoise, qui à la suite de dissensions internes en sont arrivés à se lancer un seau d'eau à la figure.

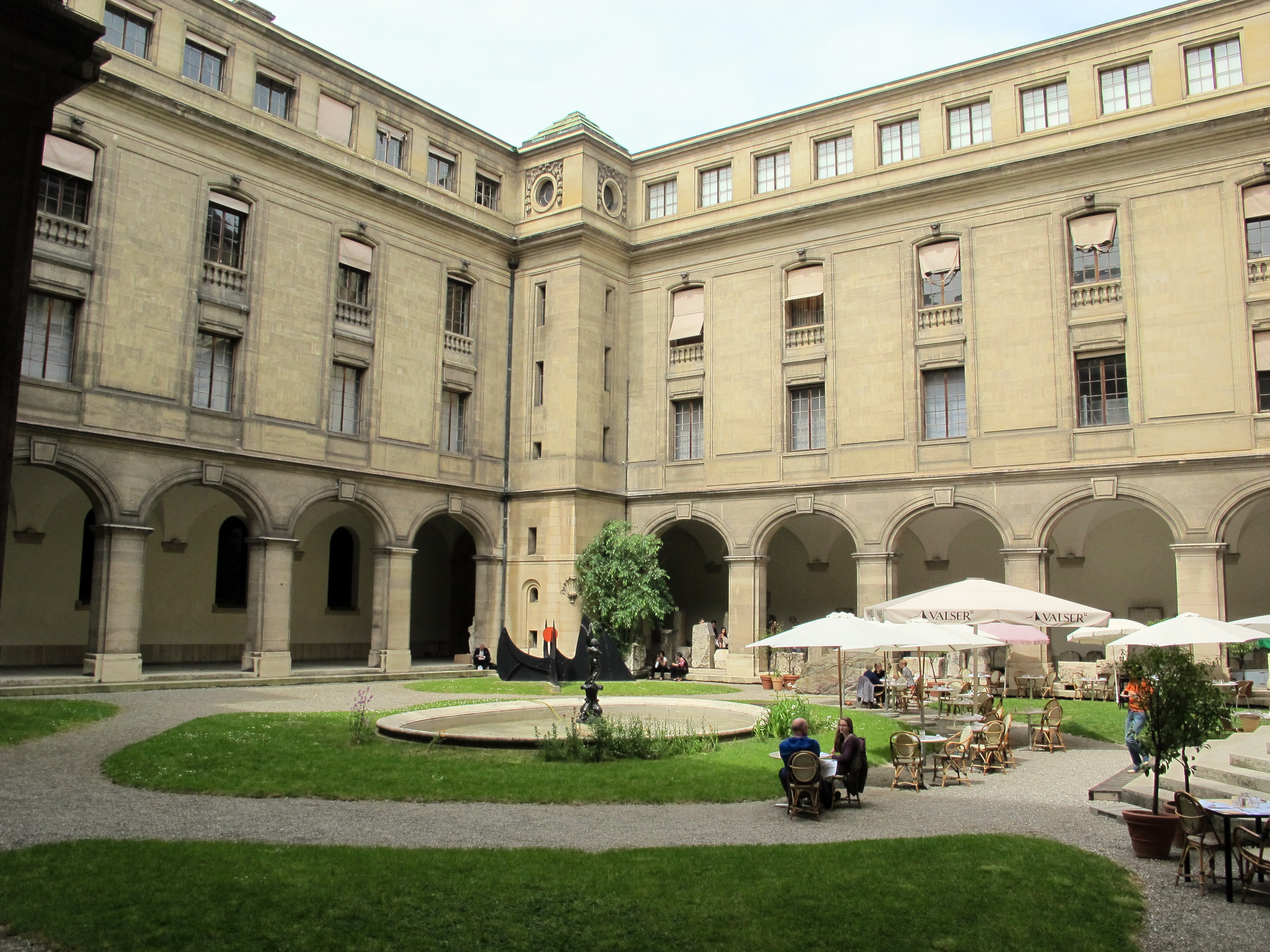
La cour intérieure du Musée d’art et d’histoire, prix 2016.

Les déboires des Services industriels de Genève en relation avec le soutien apporté à des projets de parcs d’éoliennes leur a valu le prix 2014, remis à son directeur Christian Brunier.
Le prix 2015 a été remis au politicien Éric Stauffer : « Jet de verre d’eau, altercation virile, expulsion manu militari du Grand Conseil, affiches provocatrices, propositions chocs : les hauts faits du député ont largement rayonné au-delà de Genève ». Philippe Bach, journaliste du Courrier, affirme qu’Éric Stauffer « a été primé pour sa capacité à autosaborder sa carrière ».
Le prix 2016 concerne le projet d’agrandissement du Musée d’art et d’histoire (MAH). Le prix est remis à Maria Pérez (conseillère municipale d'Ensemble à gauche) et Sami Kanaan (conseiller administratif chargé de la culture),. Ce projet qui a mis une vingtaine d’années à mûrir, a été refusé en votation populaire en février 2016 : « le processus d’extension-rénovation a explosé devant le peuple comme une poire blette pour cause de montage administravo-politique peu transparent, onéreux et ouvrant la porte à une privatisation de la vénérable institution » selon Philippe Bach du Courrier.

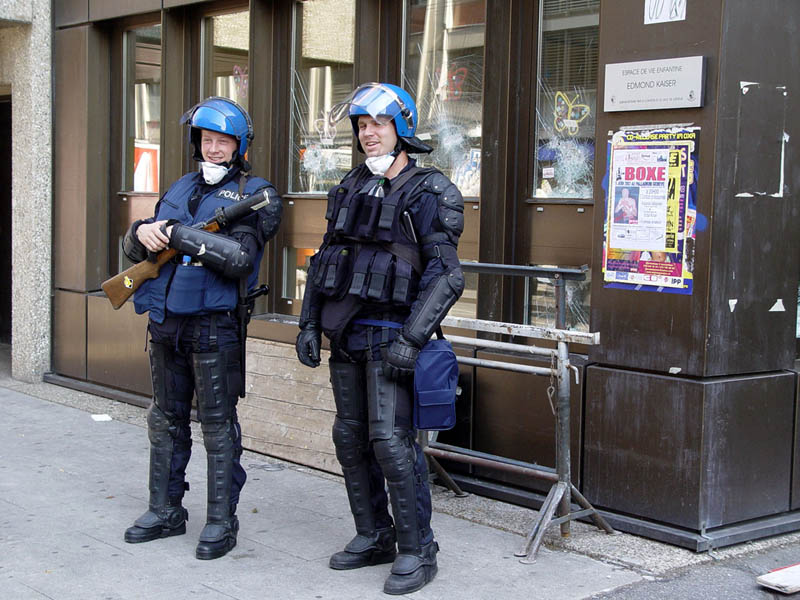
Lauréat 2018 : la police cantonale.

Le prix 2017 a été remis au conseiller d’État Luc Barthassat, pour la 3e votation sur les tarifs des Transports publics genevois. En 2013 la population s’est exprimée une première fois pour la baisse des tarifs en soutenant une initiative populaire de l’AVIVO (association de défense des retraités). À la suite de l’annulation par la justice du premier scrutin, un second vote est allé dans le même sens en 2014. Puis une hausse des prix est décidée par une majorité du Grand Conseil (la droite et les Verts) en 2016, décision attaquée par un référendum (lancé par la gauche et le MCG). Le 21 mai 2017, 53,5 % des votants refusent la hausse des prix. Éric Lecoultre, journaliste au Courrier, a soutenu la candidature de Luc Barthassat dans un brillant plaidoyer, imaginant comme prochaine étape la mise en œuvre par le conseiller d’État d’une « onde rouge » pour les bus.
La police cantonale reçoit le prix 2018, pour une suite d'affaires ayant défrayé la chronique dans l'année écoulée. Une quarantaine de journalistes ont choisi le candidat présenté par Éric Lecoultre, qui a ainsi pour la troisième fois défendu le gagnant du prix. Il est écarté de la compétition pour l'avenir, par cooptation au sein du « comité occulte » qui présélectionne les candidats.
Le prix 2019 est décerné au conseiller d’État Pierre Maudet pour ses notes de frais en lien avec son  voyage à Abou Dabi en 2015.